# Musculus malaris
Der Musculus malaris (lateinisch für „Wangenmuskel“) ist ein Skelettmuskel des Kopfes. Es handelt sich um einen Hautmuskel, der im Bereich der Wange entspringt und zum nasenseitigen (nasalen) Rand des Unterlids zieht. Der Musculus malaris ist, mit Ausnahme der Wiederkäuer, meist schwach ausgebildet. Er zieht das Unterlid nach unten. Der Muskel wird vom Nervus facialis (VII. Hirnnerv) innerviert.